# 帕特里夏·德查诺·古德
帕特里夏·德查诺·古德（羅馬化：Patricia Tanchanok Good，1997年8月18日—），或称帕特里夏·古德（羅馬化：Patricia Good），昵称帕特（羅馬化：Pat），泰英混血的泰国女演员。代表作有《双重命运》、《烈火情牢》、《云霄之恋》等。因在《禁忌女孩第二季》中饰演米妮（Minnie）而为人熟知。现为泰国第3电视台旗下女艺人。

## 个人生活

### 感情状态
- 2017年4月，帕特里夏·古德与男友帕查拉·奇拉錫瓦特正式官宣，坐实情侣关系。2019年9月，他们对外表示两人在一个月前因沟通问题已和平分手[1]。

## 影视作品

### 电视剧
- 2021年：《禁忌女孩第二季》 饰演 米妮（Minnie）

### 电影
- 2021年：《猛鬼实验室》 饰演 千里塔（Chollita）

## 奖项与提名
- Seventeen Choice Awards Rising Female Actress 2013
- Star Light Awards Rising Female Actress 2014
- SeeSan Buntherng Awards Rising Female Actress 2014
- Daradaily The Great Awards Pretty Lady of the Year 2014
- TV3 Fanclub Awards Best Rising Actress 2014